# Léonce Angrand
Léonce Angrand (París, 8 de agosto de 1808 - 11 de enero de 1886) fue un diplomático, pintor, dibujante y coleccionista francés.

## Biografía
Angrand nació en el seno de una familia acomodada. Comenzó su carrera diplomática a sus 22 años, cuando desempeñó como secretario privado del embajador francés en La Haya. En 1831 fue nombrado vicecónsul en Cádiz, España. A los 25 años fue enviado a Perú como vicecónsul en Lima, cargo que desempeñó entre 1833 y 1839. En 1845 recibió la cruz de oficial de la Legión de Honor por servicios prestados durante la guerra franco-marroquí de 1844. Posteriormente viajó a Cuba y Cádiz y, en 1846, regresó a América del Sur como cónsul en Bolivia. Su último cargo diplomático fue en Guatemala, donde fue cónsul y encargado de negocios entre 1851 y 1854. Se retiró oficialmente en 1857 y pasó el resto de su vida en París y sus alrededores.

## Obra y legado
Su producción consta de cuadernos de dibujos y acuarela de Perú y Bolivia, una investigación del sitio arqueológico de Tiwanaku y álbumes de La Habana y Santiago de Cuba, entre muchas otras obras. Estos documentos se encuentran, parcialmente, en la Biblioteca Nacional de Francia en su Inventaire des libres et documents rélatifs à l’Amérique receuillis et légués à la Bibliothèque nationale.
Los objetos precolombinos que Angrand coleccionó estando en América Latina fueron luego la base del Musée d’Éthnographie du Trocadéro en París, junto con la colección de Charles Wiener, un joven de quien había sido mentor, el cual había coleccionado artefactos peruanos a finales de la década de 1870. El sitio web del museo consigna 298 piezas de Angrand.